# دیوید تامسون (بازیکن فوتبال، زاده ۱۹۷۷)
دیوید تامسون (انگلیسی: David Thompson؛ زادهٔ ۱۲ سپتامبر ۱۹۷۷) بازیکن فوتبال اهل بریتانیا است.
از باشگاه‌هایی که در آن بازی کرده‌است می‌توان به باشگاه فوتبال سوئیندون تاون، باشگاه فوتبال بولتون واندررز، باشگاه فوتبال پورتسموث، باشگاه فوتبال بلکبرن روورز، باشگاه فوتبال لیورپول، باشگاه فوتبال کاونتری سیتی و باشگاه فوتبال ویگان اتلتیک اشاره کرد.
وی همچنین در تیم ملی فوتبال زیر ۲۱ سال انگلستان بازی کرده‌است.